# آلی ویتینن-کوئیکا
آلی وایتینن-کوئیکا (۱۹۱۸–۲۰۰۶) پرستار، ماما و سیاستمدار محافظه‌کار فنلاندی، بین سال‌های ۱۹۶۶ و ۱۹۷۹ به نمایندگی از حزب ائتلاف ملی عضو پارلمان این کشور بود. او به خاطر فعالیت‌هایش علیه کرم‌های نواری (Eucestoda) در فنلاند شناخته شده‌است.

## زندگی‌نامه
وایتینن-کوئیک در ۸ می ۱۹۱۸ در جمهوری کارلیا (از جمهوری‌های فدرالی روسیه)، در شهر امپیلاتی به دنیا آمد. او به عنوان ماما آموزش دید و در سال ۱۹۴۲ از کالج مامایی هلسینکی فارغ‌التحصیل شد و در سال ۱۹۴۷ مدرک پرستاری را از دانشکده پرستاری دریافت کرد.
او به عنوان مدیر مدرسه مقدماتی دانشکده مامایی در دهه ۱۹۴۰ خدمت کرد. او مؤسس بیمارستان بیماری‌های واگیر نوکیا بود و به عنوان سرپرستار کار می‌کرد.
در دهه ۱۹۵۰ او به عنوان پرستار بهداشت منطقه صلیب سرخ فنلاند کار کرد و فعالیت‌های خود را در یوئنسو برای از بین بردن کرم نواری آغاز کرد. او این فعالیت‌ها را به عنوان دستیار علمی در شرکت داروسازی مدیکا در دهه ۱۹۶۰ ادامه داد.
در ۵ آوریل ۱۹۶۶، وایتینن-کوئیک به عنوان معاون حزب ائتلاف ملی از حوزه انتخابیه کارلیای شمالی انتخاب شد و تا ۲۳ آوریل ۱۹۷۹ در پارلمان خدمت کرد. او در دوران مسئولیت خود از محدودیت نشریات مستهجن حمایت می‌کرد، اما پیشنهادات او توسط مجلس پذیرفته نشد. او همچنین با اشاره به تأثیرات منفی آن بر سلامت روان، مراقبت روزانه نهادی از کودکان را که توسط دولت حمایت می‌شد، تأیید نمی‌کرد.
پس از بازنشستگی از سیاست، به مطالعات علمی ادامه داد. او در سال ۲۰۰۶ در یوئنسو در سن ۸۸ سالگی درگذشت. او میراث خود را به شورای شهر یوئنسو اهدا کرد.